# Adelaida Argüelles
Adelaida Argüelles Espinosa (Zacatecas, 4 de mayo de 1898 - Ciudad de México, 12 de abril de 1992) fue la primera líder estudiantil mexicana, perteneciente a la generación universitaria de 1915 en la que germinaron diversos grupos como Los Siete Sabios y Los Políticos, principales promotores del desarrollo académico y cultural en México durante la Revolución. Adelaida Argüelles fue la máxima representante del alumnado durante 1917, pugnando en favor de la autonomía universitaria y la libertad de cátedra.

## Vida
Adelaida Argüelles fue hija de Pedro Argüelles Martín y Felicitas Espinosa Galia. Se trasladó a la capital tras el asesinato de Francisco I. Madero y se convirtió en titular de la materia de historia antigua en la Escuela Nacional Preparatoria. 
Adelaida se incorporó posteriormente como conferencista de la Universidad Popular, misma que le permitió desarrollar aptitudes para la oratoria y ser reconocida por la cúpula intelectual de la época. 
En 1915 se adhirió a la Confederación Nacional de Estudiantes, cuya meta principal era la de inculcar en los mexicanos el apego a la democracia, la defensa de la soberanía nacional y el derecho a una mejor calidad educativa. Las primeras elecciones de la mesa directiva de la Confederación determinaron como presidente a Jorge Prieto Laurens y como vicepresidenta a Adelaida Argüelles, siendo uno de sus primeros emprendimientos la organización de colectas a fin de ayudar al pago de la deuda nacional. 
Entre otras actividades, durante ese mismo año, continuó su especialización en la literatura y su enseñanza, denunciando que el aprendizaje de la lengua española era demasiado rutinario y prescindía de su dimensión espiritual y filosófica. Consideró la urgencia de que la formación en letras debía iniciarse a temprana edad. 
En 1916, Adelaida propuso que se fomentara el intercambio de alumnos y maestros entre las naciones americanas de origen hispano, tras lo cual se creó un puesto de agregado estudiantil en todas las representaciones diplomáticas mexicanas en países latinoamericanos. 
Durante 1917, la presidencia de la Confederación Nacional de Estudiantes recayó en Enrique Soto Peinbert, sin embargo, Adelaida Argüelles ganó mayor protagonismo y se convirtió en la máxima representante del alumnado. 
Durante ese año, la Cámara de Senadores determinó que la Universidad quedaría bajo la tutela del Ministerio de Gobernación, motivo por el cual Adelaida impulsó a distintos frentes académicos para defender la autonomía universitaria. Gracias a dicha empresa, Venustiano Carranza ubicó a la Universidad dentro del Departamento de Bellas Artes, conservando así su independencia. 